# Nufringen
Nufringen – miejscowość i gmina w Niemczech, w kraju związkowym Badenia-Wirtembergia, w rejencji Stuttgart, w regionie Stuttgart, w powiecie Böblingen, wchodzi w skład wspólnoty administracyjnej Herrenberg. Leży w Schönbuch, ok. 12 km na południowy zachód od Böblingen, przy autostradzie A81 i drodze krajowej B14.